# سیارک ۲۵۵۶۱
سیارک ۲۵۵۶۱ (به انگلیسی: 25561 Leehyunki، نامگذاری:1999XN173)۲۵۵۶۱مین سیارک کشف شده‌است که در ۱۰ دسامبر ۱۹۹۹ کشف شد.